# Overflow (Manga)
Overflow (おーばーふろぉ Ōbāfurō, kompletter Titel おーばーふろぉ~挿れたら溢れる姉妹のキモチ~ Ōbāfurō ~Iretara Afureru Shimai no Kimochi~) ist der Titel eines Erotik-Mangas von Kaiduka, welcher im Oktober des Jahres 2018 beim japanischen Verlag Suiseisha veröffentlicht wurde. Im November des Jahres 2019 wurde die Produktion einer Anime-Fernsehserie angekündigt.
Die Geschichte folgt Kindheitsfreunden; dem Studenten Kazushi Sodō und den Shirakawa-Schwestern Ayane und Kotone, die gemeinsam in einer Art Wohngemeinschaft zusammenleben.

## Handlung
Kazushi Sodō ist seit seiner Kindheit mit den Shirakawa-Schwestern Ayane und Kotone befreundet. Jetzt ist Kazushi Student und die beiden Schwestern besuchen gemeinsam die gleiche Oberschule. Alle drei leben gemeinsam in einer Art Wohngemeinschaft – obwohl die Eltern von Ayane und Kotone in der Nähe leben – zusammen. Während er zu Kotone die freundschaftliche Beziehung aufrechterhalten konnte, distanzierten sich Kazushi und Ayane im Laufe der vergangenen Jahre sozial voneinander. Als er eines Tages von der Universität nach Hause kommt, vergisst, Ayane einen Pudding mitzubringen und ihr spezielles Badesalz nutzt, beschließt diese, sich an ihm zu rächen und gemeinsam mit ihrer Schwester zu ihm ins Bad zu steigen.
Da die Badewanne für drei Personen zu klein ist, steigt Ayane wieder aus und verlässt das Zimmer, während Kazushi und Kotone etwas später Geschlechtsverkehr haben. In derselben Nacht kann Kazushi aufgrund der Situation mit Kotone im Bad nicht schlafen. Er denkt über die beiden Schwestern nach, wodurch er erneut erregt wird. Er schmiegt sich scheinbar an Kotone, unwissend darüber, dass die beiden Schwestern identische Pyjamas tragen. Erst als sie sich zu ihm dreht, erkennt er, dass er sich nicht an Kotone, sondern an Ayane schmiegt. Nach einem Vorspiel haben beide Sex.
Sichtlich irritiert von der Situation zieht Ayane am folgenden Tag aus der gemeinsamen WG aus, weswegen sich Kazushi Vorwürfe macht. Er kann sich etwas später mit Ayane aussprechen und die beiden beginnen, sich wieder näher zu kommen.

## Charaktere
Kazushi Sodō (須藤 和志, Sodō Kazushi)
Ein Student, der seit seiner Kindheit mit den Shirakawa-Schwestern Ayane und Kotone befreundet ist und in ihnen seine Schwestern sieht. Neben seiner Tätigkeit als Student geht Kazushi einer Teilzeitarbeit nach.
Ayane Shirakawa (白河 彩音, Shirakawa Ayane)
Eine Oberschülerin, die seit ihrer Kindheit mit Kazushi befreundet ist, sich aber mit den Jahren von ihm distanzierte. Sie achtet sehr auf ihr Aussehen, was sich unter anderem darin äußert, dass sie Geld spart, damit sie sich ein teures Badesalz leisten kann, um ihre Haut geschmeidig zu halten. Gegenüber Kazushi verhält sie sich stur und trotz ihrer sozialen Distanz hegt sie Gefühle für ihn.
Kotone Shirakawa (白河 琴音, Shirakawa Kotone)
Die Schwester von Ayane und seit ihrer Kindheit mit Kazushi befreundet, in dem sie eine Art großer Bruder sieht. Sie wirkt äußerlich gelassen.

## Medien

### Manga
Kaiduka startete den Manga, welcher im Oktober des Jahres 2018 vom japanischen Verlag Suiseisha in gedruckter Form im Tankōbon-Format herausgegeben wurde. Bis Januar 2023 wurden fünf Bände in Japan veröffentlicht.

#### Veröffentlichungen
| Band | Veröffentlichung (Japan) | ISBN (Japan)            |
| ---- | ------------------------ | ----------------------- |
| 1    | 18. Oktober 2018         | ISBN 978-4-434-25109-2. |
| 2    | 18. Dezember 2019        | ISBN 978-4-434-26658-4. |
| 3    | 18. Januar 2021          | ISBN 978-4-434-28168-6. |
| 4    | 18. März 2022            | ISBN 978-4-434-29788-5. |
| 5    | 18. Januar 2023          | ISBN 978-4-434-31051-5. |

### Anime
Im November des Jahres 2019 wurde die Produktion eines Kurz-Anime angekündigt. Der Anime entstand unter der Regie von Rei Ishikura im Studio Hōkiboshi. Ēyo Kurosaki schrieb das Drehbuch basierend auf der Mangavorlage, während Yoshihiro Watanabe, der unter anderem bereits bei der Produktion der Anime-Umsetzung zur Light-Novel-Reihe Haganai involviert war, das Charakterdesign entwarf. Eine zensierte Fassung des Anime wurde zwischen dem 5. Januar und dem 24. Februar 2020 im Nachtprogramm auf Tokyo MX gezeigt, während auf der Webseite ComicFesta die unzensierte Version veröffentlicht wurde.
Der Kurz-Anime umfasst acht Episoden. Am 22. April 2020 wurden sowohl die zensierte als auch die unzensierte Version auf DVD und Blu-ray-Disc veröffentlicht.

#### Synchronisation
| Rolle            | Japanische Stimme (Seiyū) |
| ---------------- | ------------------------- |
| Kazushi Kodō     | Naohiro Sada              |
| Ayane Shirakawa  | Tomoe Tamiyasu            |
| Kotone Shirakawa | Maī Kadowaki              |